# Maquoketa (Iowa)
Maquoketa es una ciudad ubicada en el condado de Jackson en el estado estadounidense de Iowa. En el Censo de 2010 tenía una población de 6141 habitantes y una densidad poblacional de 542,7 personas por km².

## Geografía
Maquoketa se encuentra ubicada en las coordenadas 42°3′36″N 90°39′52″O / 42.06000, -90.66444. Según la Oficina del Censo de los Estados Unidos, Maquoketa tiene una superficie total de 11.32 km², de la cual 11.22 km² corresponden a tierra firme y (0.8%) 0.09 km² es agua.

## Demografía
Según el censo de 2010, había 6141 personas residiendo en Maquoketa. La densidad de población era de 542,7 hab./km². De los 6141 habitantes, Maquoketa estaba compuesto por el 94.98% blancos, el 0.73% eran afroamericanos, el 0.41% eran amerindios, el 0.26% eran asiáticos, el 1.3% eran isleños del Pacífico, el 0.62% eran de otras razas y el 1.69% pertenecían a dos o más razas. Del total de la población el 1.81% eran hispanos o latinos de cualquier raza.